# Harald Jäger

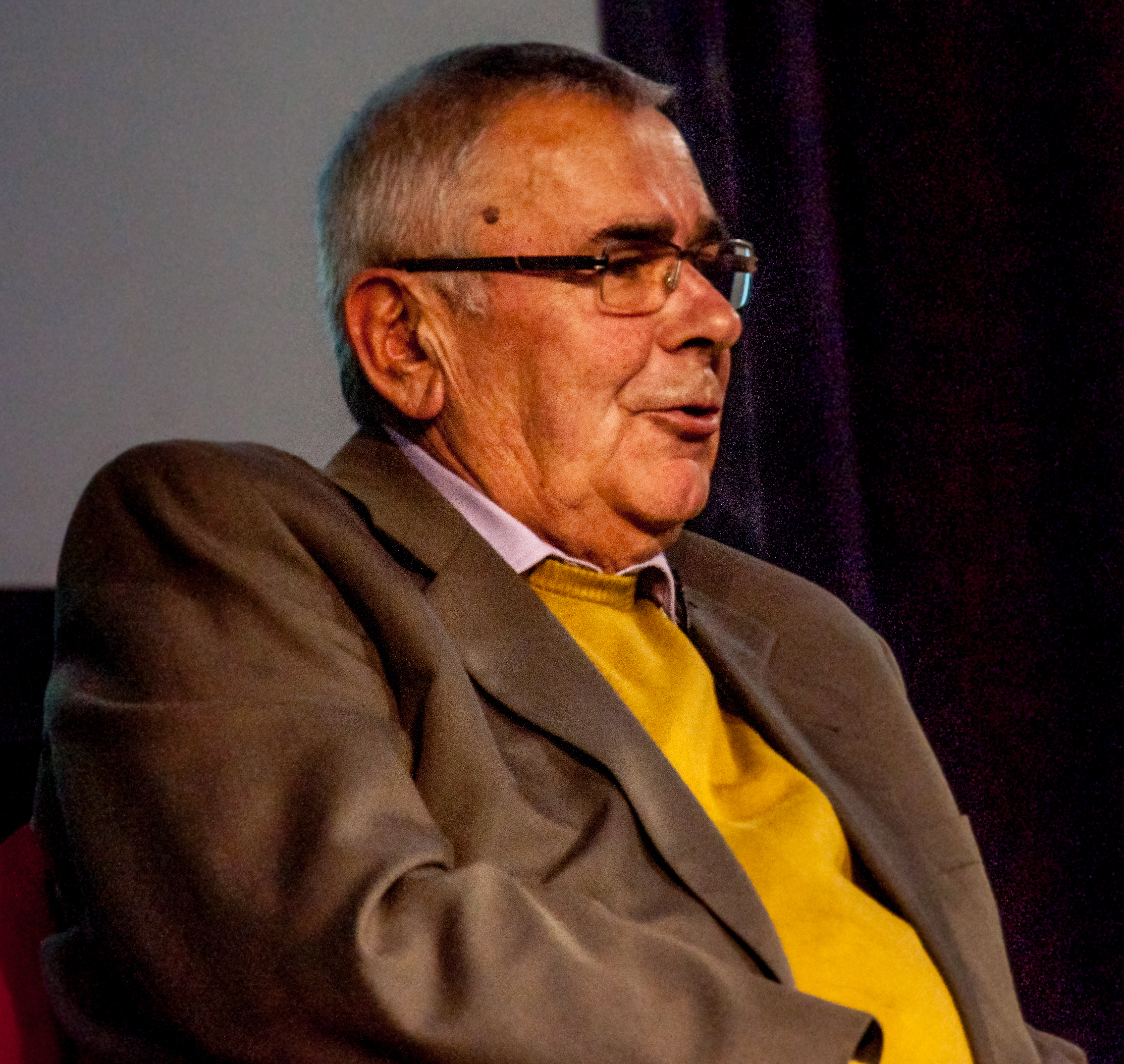
Harald Jäger år 2014.

Harald Jäger, född 27 april 1943, är en före detta östtysk överstelöjtnant inom Stasi och ansvarigt befäl vid gränsövergången Bornholmer Strasse i Berlin. Han är känd för att sent på kvällen den 9 november 1989, efter att ha sett presskonferensen med partifunktionären Günter Schabowski klockan 18.00 om att tillåta privata besök i Väst-Berlin, vara den första person som öppnade bommarna vid Berlinmuren.
Flera dagar innan den 9 november hade Jäger fått information om att inte använda våld vid gränsövergången. Efter att han hört presskonferensen ringde han sina överordnade och andra gränskontrollanter. Han hade svårt att få klara besked samtidigt som gruppen av personer som ville gå igenom gränsövergången snabbt ökade. Vid 21.00-tiden på kvällen hade fler än 100 personer samlats vid gränsövergången. Jäger utlöste då larmet som kallade in alla tillgängliga gränsvakter. Han kände att panik höll på att utbryta. Dödsoffer kunde krävas och uppifrån kom inga nya order. Omkring klockan 23.20 fattade han beslutet själv att öppna gränsbommen.
Efter Berlinmurens fall blev Harald Jäger av med sitt arbete. 1997 hade han sparat ihop nog med pengar för att öppna ett tidningsstånd i Berlin med sin fru.Han har publicerat en bok om sina erfarenheter – The Man Who Opened the Berlin Wall.